# Lorenzo de Werle
Lorenzo, señor de Werle-Güstrow (entre 1338 y 1340 - entre 24 de febrero de 1393 y 6 de mayo de 1394) fue Señor de Werle-Güstrow desde 1360 hasta 1393 (o 1394). Era el hijo mayor de Nicolás III, señor de Werle-Güstrow e Inés de Mecklemburgo.
Después de la muerte de su padre en 1360 o 1361, inicialmente gobernó Werle-Gustrow en solitario. Después del 21 de septiembre de 1365, gobernó conjuntamente con su hermano Juan V, como puede deducirse de una escritura firmada juntamente en esa fecha.
Juan murió joven, antes del 9 de septiembre de 1378. Desde esa fecha en adelante, los documentos fueron de nuevo firmados por Lorenzo en solitario. Lorenzo al final firmó una escritura el 24 de febrero de 1393.
Se casó con Matilde (m. antes del 17 de diciembre de 1402), la hija de Nicolás IV, señor de Werle-Goldberg. Tuvieron los siguientes hijos:
- Baltasar de Werle-Güstrow
- Juan VII de Werle-Güstrow
- Guillermo de Werle